# ムシテックワールド
ムシテックワールドは、2001年11月1日にオープンした福島県須賀川市の科学館。真岡市科学教育センター・京都市青少年科学センター・出雲科学館と並び、理科教育に活用される科学館の日本における先進事例の1つとされる。

## 概略
昆虫をテーマにした科学館（2階建て）。正式名称は「(公財)ふくしま科学振興協会 ふくしま森の科学体験センター(ムシテックワールド)」。うつくしま未来博で使用されていた「なぜだろうのミュージアム」の施設を未来博終了後に須賀川市が引き継ぎ、「ムシテックワールド」として2001年11月にオープン。2022年時点の館長は養老孟司。
ムシテックワールドの屋根には太陽光発電システム（太陽電池240枚）が設置され、発電量は約20kW。駐車場には、太陽光と風力で発電する街路灯を設置。独立して発電できるため、電線は必要ない。空調は空気を取り入れるチューブを地中に埋めたアースチューブという省エネルギーシステム。建物の塗装はホタテ貝とモミ殻が原料のカルシウムペイント。毎年11月1日の開館記念日には、施設が無料開放される。

## 施設概要
- サイエンスステージ
ステージでいろいろな実験ショーが行われる。過去に行われたサイエンスショーの公演は、米村でんじろう（2002年3月）、北沢善一（2007年1月・2007年9月・2008年6月）、すずきまどか（2007年11月・2008年11月・2009年7月）など。
- なぜだろうランド
昆虫の視点から、昆虫の飛行・捕食・行動・擬態などの生態をみることができる展示。
- わくわくルーム・創作工房
50人が制作できる教室型の工房、工作室。2室。
- なぜなぜルーム・科学実験教室
50人対応の教室が2室。ガス・水道を備えた実験テーブル、また実験器具類もある。
- SUKAGAWAフライトアカデミー
飛行機の操縦の疑似体験ができるフライトシミュレータ。パーソナルフライトシミュレータとフルフライトシミュレータがある。福島空港周辺を遊覧飛行体験できる。DC-9-41型機の実験コックピットを展示。有料。
- デジタル昆虫園
パソコン10台に昆虫に関するオリジナルソフトで先端科学技術と昆虫の関わりを紹介。
- 科学情報センター
パソコンに10台に昆虫に関するクイズソフト、昆虫検索ソフト、科学に関するソフト、インターネットの閲覧ができる。
- 四季牡丹
牡丹の苗を低温処理したことにより、牡丹の花を一年中いつでも鑑賞できる。
- フィールドワーク（屋外）
インストラクターが森や昆虫の説明を受けることができる11月から3月まで休み。
- エコファミリーハウス（屋外）
- ビオトープ（屋外）
- レストラン

## 利用案内
- 住所：〒962-0728　福島県須賀川市虹の台100[4]
- 開館時間：9:00 - 16:30[4]
- 休館日：月曜日（祝日の場合は開館）、祝日の翌日（土・日の場合は開館）、年末年始（12月29日 - 1月3日）[4]
- 入館料：一般 410円 / 高校・大学生 200円 / 小学・中学生 100円 / 未就学児　無料[4]
- パスポート（年間入館券）：一般 2050円 / 高校・大学生 1000円 / 小学・中学生 500円[4]